# Arrivano Django e Sartana... è la fine
Arrivano Django e Sartana... è la fine è un film di genere western all'italiana del 1970 diretto da Demofilo Fidani (accreditato come Jack Spitfire).

Come era pratica di quegli anni, nella trama di questo film furono inseriti i personaggi di Sartana e di Django seppure non facciano parte delle serie "canoniche" dei film. Fidani girò in tutto quattro film "apocrifi" del personaggio Sartana e due di Django.

## Trama
Un bandito rapisce Jessica per fuggire in Messico indisturbato. Django e Sartana si mettono sulle sue tracce.